# 台湾民主自治同盟广东省委员会
台湾民主自治同盟广东省委员会，简称台盟广东省委、广东台盟，是台湾民主自治同盟在广东省的地方组织。